# Bupleurum multinerve
Bupleurum multinerve är en flockblommig växtart som beskrevs av Dc. Bupleurum multinerve ingår i släktet harörter, och familjen flockblommiga växter. Inga underarter finns listade i Catalogue of Life.